# Thomas Fischer (Journalist)
Thomas Fischer (* 1954 in Frankfurt am Main) ist ein deutsch-portugiesischer Journalist und Autor. Er lebt und arbeitet seit 1983 in Portugal und besitzt seit 2020 neben der deutschen auch die portugiesische Staatsangehörigkeit.

## Leben
Thomas Fischer wurde 1954 in Frankfurt am Main geboren und wuchs in London auf, wo er zur Schule ging. Sein Abitur machte er in Deutschland, in der Nähe von Bremen. Danach zog er nach Köln und studierte Volkswirtschaft und Soziologie an der Universität Köln (Abschluss als Diplom-Volkswirt mit sozialwissenschaftlicher Ausrichtung), besuchte parallel eine Journalistenschule, und finanzierte seine Studien mit der Arbeit für Zeitungen und Radiosender.
Die Nelkenrevolution vom 25. April 1974 in Portugal erregte seine Aufmerksamkeit als politisierter Student und er machte 1975 mit seiner damaligen Freundin eine dreiwöchige Portugalrundreise in einem VW Käfer.
Nach Ableistung seines Zivildienstes in Deutschland in einem Altenheim widmete er sich ganz dem Schreiben und dem Journalismus.
1983 zog er nach Portugal, heiratete dort und bekam mit seiner Frau eine Tochter und einen Sohn. In seiner Arbeit als Auslandskorrespondent vor allem für deutsche und schweizerische Medien beschäftigt er sich seither mit den politischen, sozialen, wirtschaftlichen und gesellschaftlichen Geschehnissen in Portugal und auch Spanien.
Er lebt bereits seit den 1980er Jahren in einem Altstadtviertel Lissabons und arbeitet seither als freier Journalist und Autor, zu nennen u. a. seine Mitarbeit bei Reportagen und Nachrichtenbeiträgen für deutsche und schweizerische Fernsehsender oder auch seine regelmäßigen Artikel für schweizerische Medien wie die NZZ oder das Onlinemagazin Journal21. Daneben schrieb er Reiseführer über Spanien, Portugal und insbesondere über die portugiesischen Azoreninseln, für die er sich nach eigenen Angaben besonders interessiert. Im Mai 2024 erschien sein erstes Buch in Portugal, in dem er seine Wahlheimat in verschiedenen Aspekten und anhand sowohl seiner persönlichen Erfahrungen als auch der allgemeinen Entwicklung porträtiert. Er schrieb es auf Portugiesisch und nannte es Entre Cravos e Cardos (portugiesisch für: Zwischen Nelken und Disteln), mit dem weitergehenden Untertitel Portugal aos olhos de um estrangeiro que se tornou português (portugiesisch für: Portugal in den Augen eines Ausländers, der zum Portugiesen wurde).
Seit 2020 ist Thomas Fischer auch portugiesischer Staatsbürger.

## Werke
Neben einer Vielzahl Zeitungsartikeln und Fernsehbeiträgen veröffentlichte Thomas Fischer auch Reiseführer. 2024 erschien zudem sein erstes in portugiesischer Sprache geschriebenes Buch.
- Portugal. Reise-Handbuch, DuMont, Köln 1987 (1992: 6. Auflage)
- Azoren, DuMont, Köln 1991
- Spanien, DuMont, Köln 1989 (mit Maria Anna Hälker, 1990: 3. Auflage)
- Entre Cravos e Cardos, Edições 70, Lissabon 2024 (ISBN 978-972-44-2849-9)